# Fuerteventura
Fuerteventura is een van de eilanden van de Canarische Eilanden, een archipel in de Atlantische Oceaan die hoort bij Spanje en ongeveer honderd kilometer voor de noordwestkust van Afrika ligt. Het eiland behoort tot de provincie Las Palmas en heeft een oppervlakte van 1.658 km².

## Geschiedenis
Tussen 1402 en 1405 veroverde Jean de Béthencourt de eilanden El Hierro, La Gomera, Lanzarote en Fuerteventura. Het dorp dat ontstond rond het opgeslagen kamp van deze veroveraar, Betancuria, werd uiteindelijk de hoofdstad van Fuerteventura wat het tot 1834 zou blijven.
Door frequente droogtes in de 18e en 19e eeuw had de landbouw op Fuerteventura het zwaar. Ooit was Fuerteventura de graanschuur van de Canarische Eilanden maar door de opkomst van het toerisme omstreeks het eind van de jaren zestig van de twintigste eeuw is dit geleidelijk de grootste inkomstenbron van het eiland geworden.

## Geografie
Het langwerpige eiland heeft een oppervlakte van 1.658 km². Daarmee is het na Tenerife het grootste eiland van de Canarische Eilanden. Het hoogste punt is de Pico de la Zarza (807 m).
De Luchthaven van Fuerteventura ligt op het oostelijke deel van het eiland bij de plaats Puerto del Rosario.

### Bestuurlijke indeling
Het eiland telt zes gemeenten:
- Antigua
- Betancuria
- La Oliva, waartoe ook het eilandje Isla de Lobos behoort
- Pájara
- Puerto del Rosario, waar het eilandbestuur zetelt
- Tuineje

## Biosfeerreservaat
In mei 2009 werd Fuerteventura met de omringende wateren toegevoegd aan het Mens- en Biosfeerprogramma (MAB) van UNESCO. Biosfeerreservaat Fuerteventura (Spaans: Reserva de la Biosfera de Fuerteventura) heeft een totale oppervlakte van 3.542,88 km². De kernzone van het reservaat, waar bescherming en behoud van de natuur centraal staan, heeft een oppervlakte van 743,02 km².
Belangrijke diersoorten in het mariene deel van het reservaat zijn de potvis (Physeter macrocephalus) en verschillende soorten dolfijnen. Op het terrestrische deel van het eiland leven bijzondere vogelsoorten als aasgier (Neophron percnopterus), kraagtrap (Chlamydopsis undulata), zwartbuikzandhoen (Pterocles orientalis) en de enkel op Fuerteventura voorkomende Canarische roodborsttapuit (Saxicola dacotiae).

## Klimaat

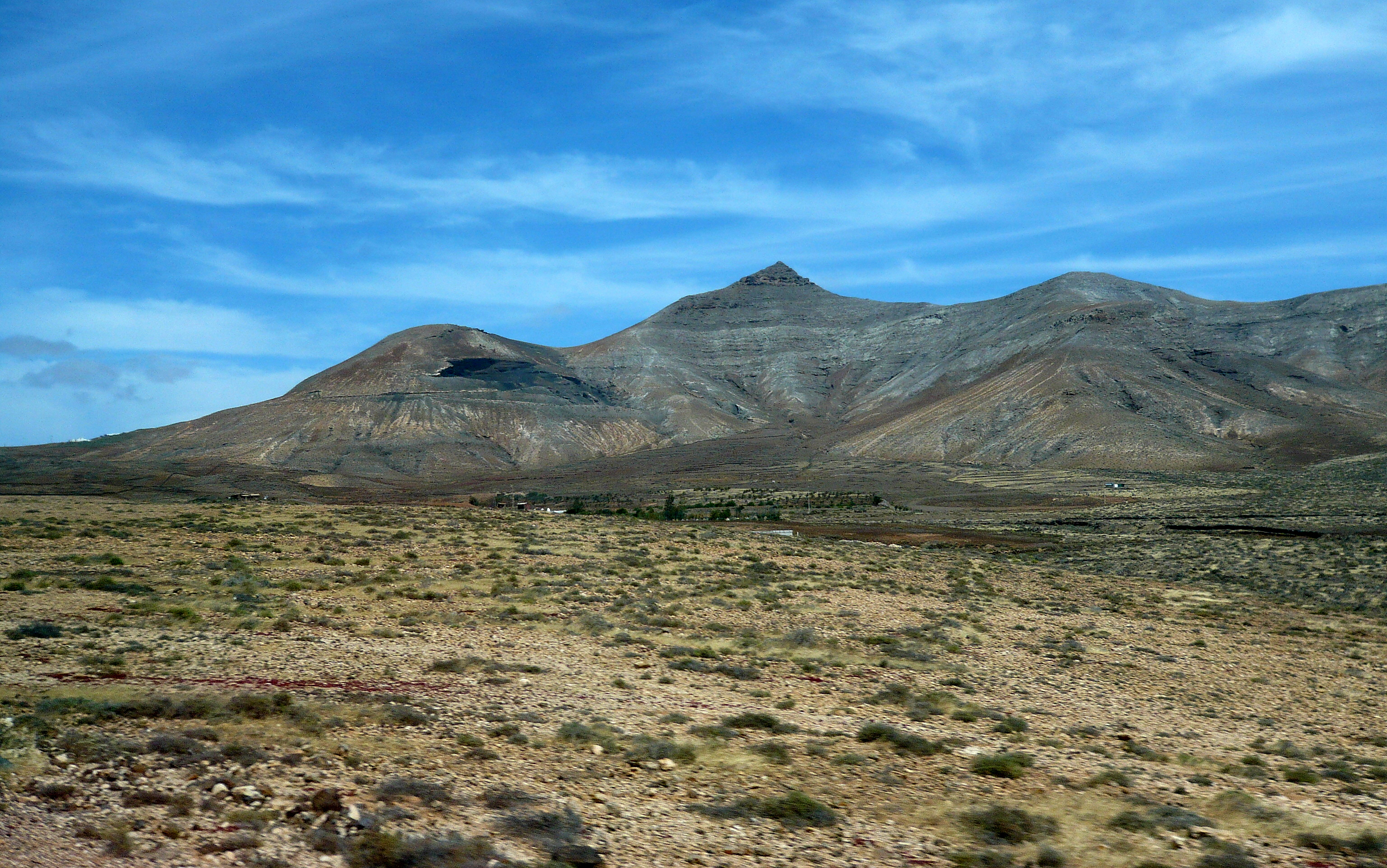
Landschap van Fuerteventura.

Fuerteventura is van vulkanische oorsprong en heeft een zeer droog klimaat. Hier en daar zijn duinen gevormd met zand van biologische oorsprong afkomstig van de omringende wateren. Het landschap wekt op het eerste gezicht een onherbergzame indruk. Het is moeilijk voor te stellen maar ooit was ook Fuerteventura voor een groot deel bedekt met bossen. Ongereguleerde houtkap in het verleden, gevolgd door jaren van overbegrazing door geiten deden de bossen in snel tempo verdwijnen. Ook het gebrek aan regenwater deed sommige vormen van begroeiing de das om. Een groot deel van het eiland is niet of nauwelijks begroeid. De vele cactussen en vetplanten weten de droogte van Fuerteventura goed te weerstaan, evenals stug struikgewas en mossen. Enkele diep uitgesleten barrancos (ravijnen) in het westelijk gelegen Betancuriamassief vangen het weinige regenwater op en herbergen kleine oases.
De huidige Cabildo (Eilandraad) van Fuerteventura vaart een ecovriendelijke koers waarin milieuvriendelijke energiewinning (wind en zon), recycling van afval en herbebossing van aangetaste gebieden een rol spelen. Sinds een paar jaar geldt er een toeristische bouwstop. Projecten met vergunningen die vóór de stop zijn afgegeven mogen nog ten uitvoer gebracht worden, andere liggen voorlopig stil.
| Maand                                 | jan  | feb  | mrt  | apr  | mei  | jun  | jul  | aug  | sep  | okt  | nov  | dec  | Jaar |
| ------------------------------------- | ---- | ---- | ---- | ---- | ---- | ---- | ---- | ---- | ---- | ---- | ---- | ---- | ---- |
| Gemiddeld maximum (°C)                | 19,7 | 19,8 | 21,3 | 21,3 | 22,8 | 24,7 | 26,9 | 27,5 | 26,5 | 25,7 | 22,5 | 19,8 | 23,3 |
| Gemiddeld minimum (°C)                | 13,5 | 13,7 | 14,3 | 14,4 | 16,2 | 17,7 | 19,3 | 19,3 | 19,5 | 18,2 | 16,8 | 14,5 | 16,4 |
|                                       |      |      |      |      |      |      |      |      |      |      |      |      |      |
| Neerslag (mm)                         | 22   | 17   | 13   | 6    | 2    | 0    | 0    | 0    | 4    | 10   | 21   | 31   | 10,5 |
| Bron: Weer Fuerteventura - Worldmeteo |      |      |      |      |      |      |      |      |      |      |      |      |      |

## Economie

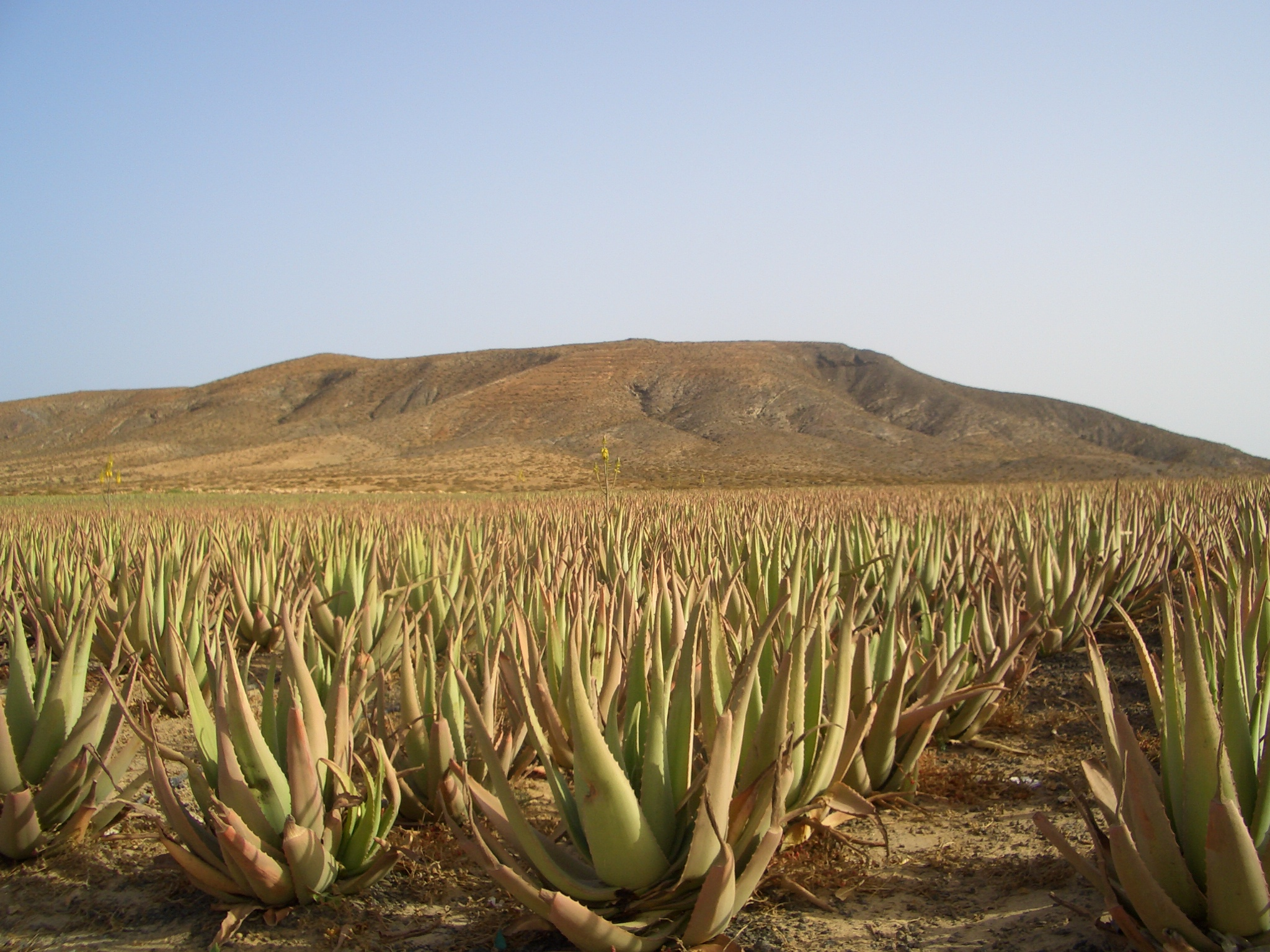
Aloë vera

Ooit was Fuerteventura een maatschappij van boeren en vissers. Toen was Fuerteventura "de graanschuur" van de Canarische Eilanden, tegenwoordig liggen de akkers verlaten en verwaarloosd in het landschap. Slechts hier en daar getuigen restanten aloë vera en vele cactussen van een grootschalige productie van grondstoffen voor de cosmetica-industrie.
Er worden initiatieven genomen om weer Canarische wijnbouw te ontplooien.
De enige agrarische activiteit van betekenis op dit moment is de geitenhouderij. Naast de ruim 80.000 inwoners bevolken ca. 100.000 geiten het eiland en produceren de melk voor de geitenkaas van Fuerteventura, een belangrijk exportproduct.

## Toerisme
Zoals op alle Canarische Eilanden is de economie op Fuerteventura sinds de ontwikkeling van het massa-toerisme radicaal gewijzigd. Het toerisme is nog steeds in ontwikkeling, met name omdat op de meeste andere eilanden van de archipel de bouw van accommodaties aan banden is gelegd. Op Fuerteventura wordt nog gebouwd, vooral in de sector "all inclusive". Een van de grootste en bekendste toeristensteden op het eiland is Corralejo. Ook Jandía en Costa Calma zijn badplaatsen.

### Bezienswaardigheiden
- Betancuria is de voormalige hoofdstad van Fuerteventura en is gesitueerd in het westen van het eiland. Deze plaats is een toeristische trekpleister vanwege de authentieke elementen, zoals een eeuwenoude kerk uit 1691, diverse handwerkmusea en een pittoresk centrum. De kerk is open voor publiek van 10 uur 's ochtends tot 6 uur 's middags.
- El Cotillo ligt aan de noordwestzijde van het eiland en is een klein vissersdorp met een kleine haven. Deze plaats is minder toeristisch en heeft witte zandstranden, de zogenaamde 'El Cotillo Lagunes'. Daarnaast is de verdedigingstoren in het westelijke deel van het dorp bekend om het uitzicht over de ruwe baai.
- Tussen Fuerteventura en Lanzarote ligt het onbewoonde eiland en natuurreservaat Isla de Lobos. Dit eiland heeft een uniek ecosysteem en is populair onder wandelaars.
- Parque natural de las dunas de Corralejo. Dit natuurgebied met zandduinen is beschermd.

## Galerij

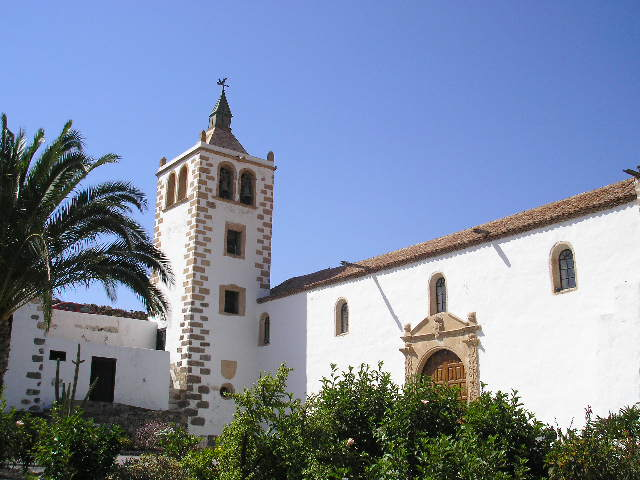
Kerk in Betancuria.
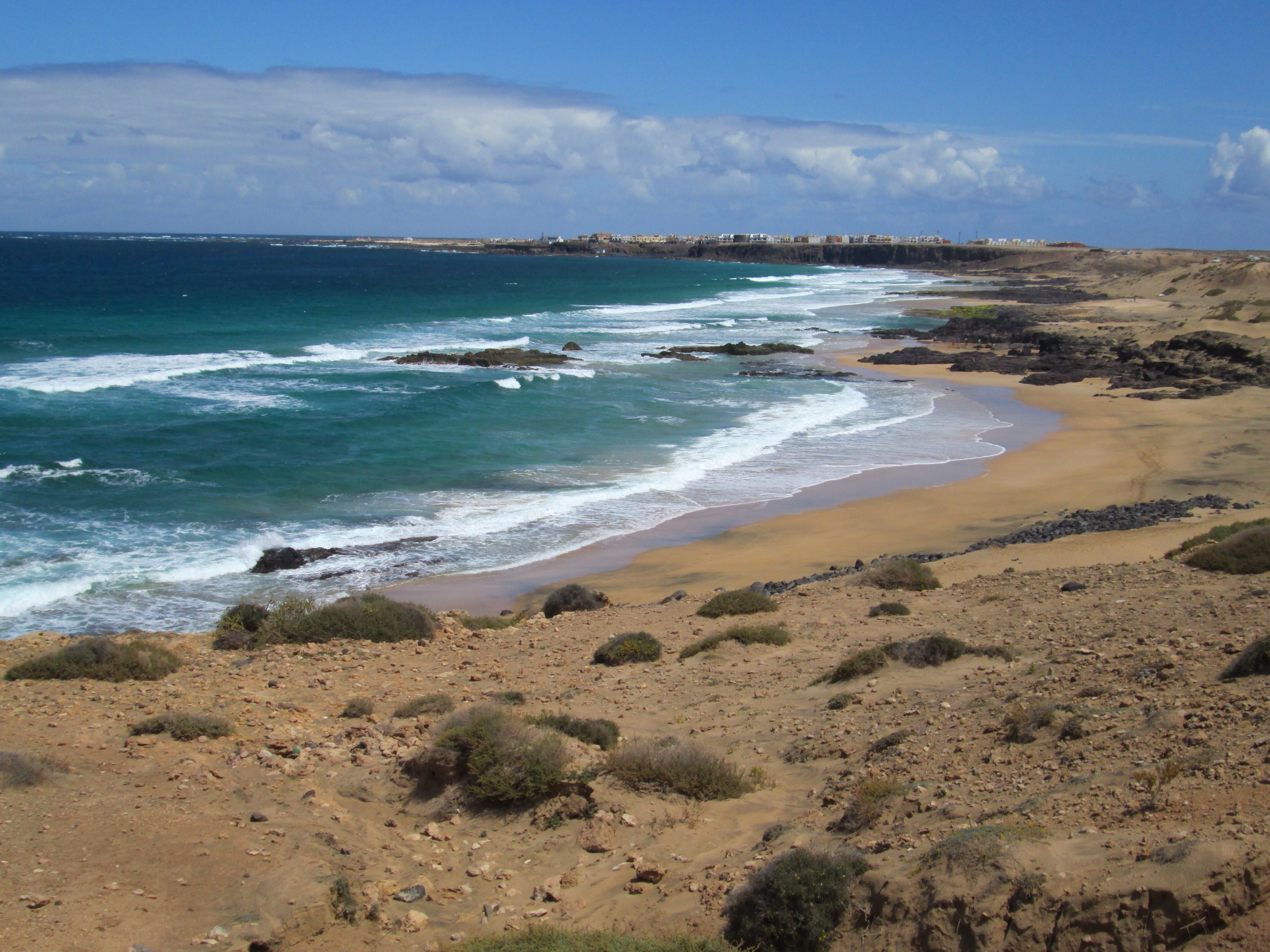
De zee rond Fuerteventura.
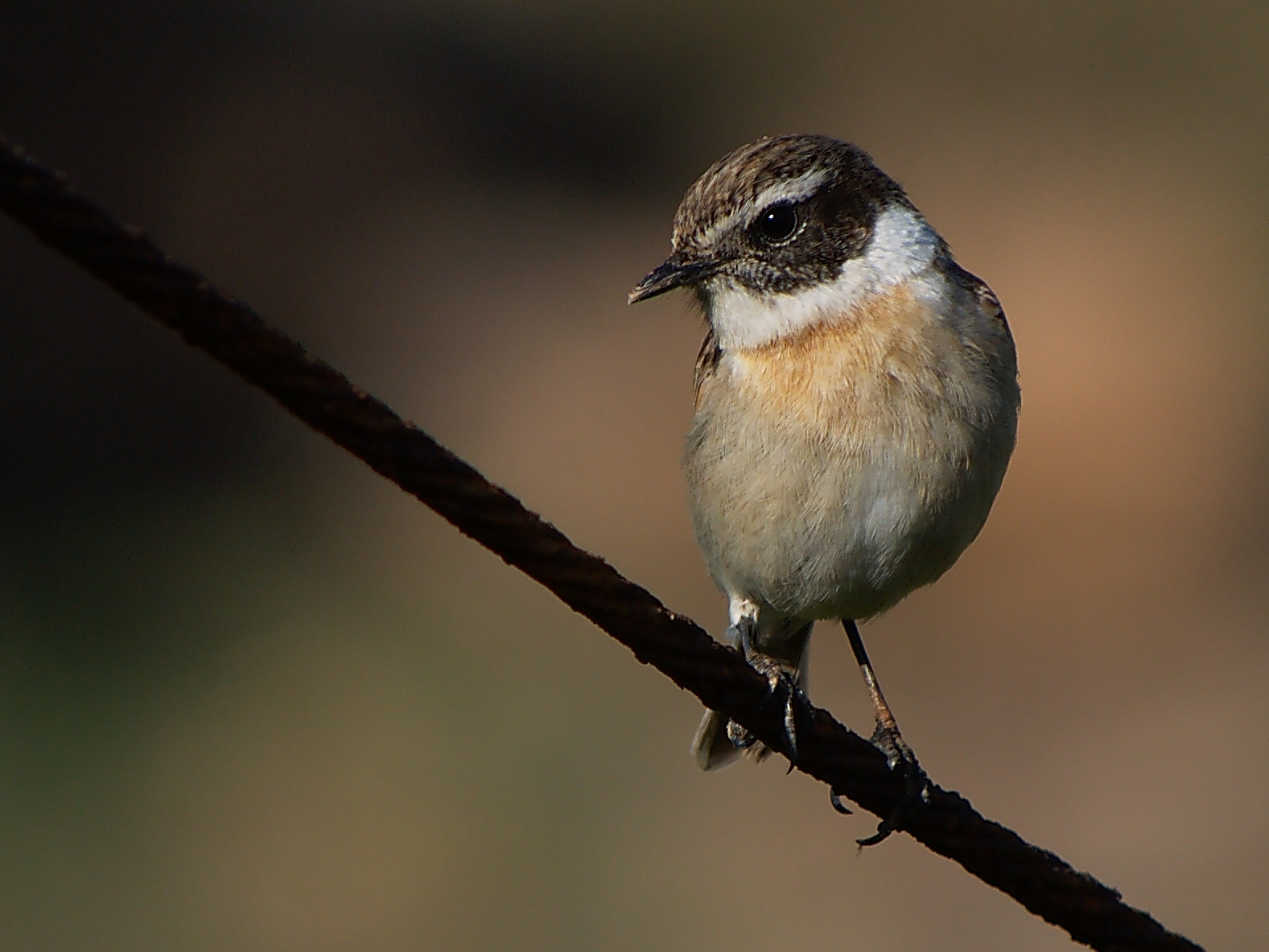
De endemische Canarische roodborsttapuit komt alleen voor op Fuerteventura.
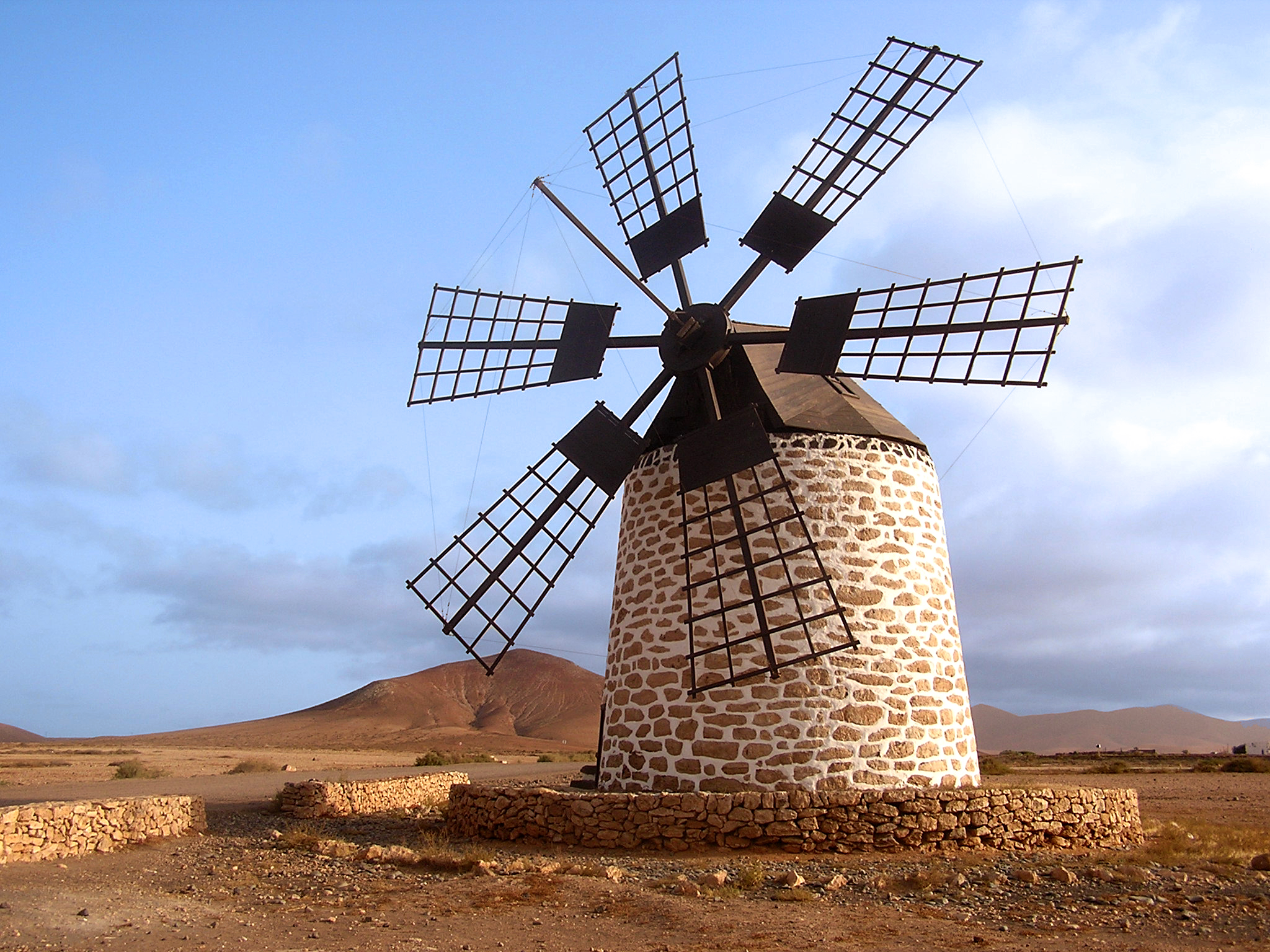
Oude molen.
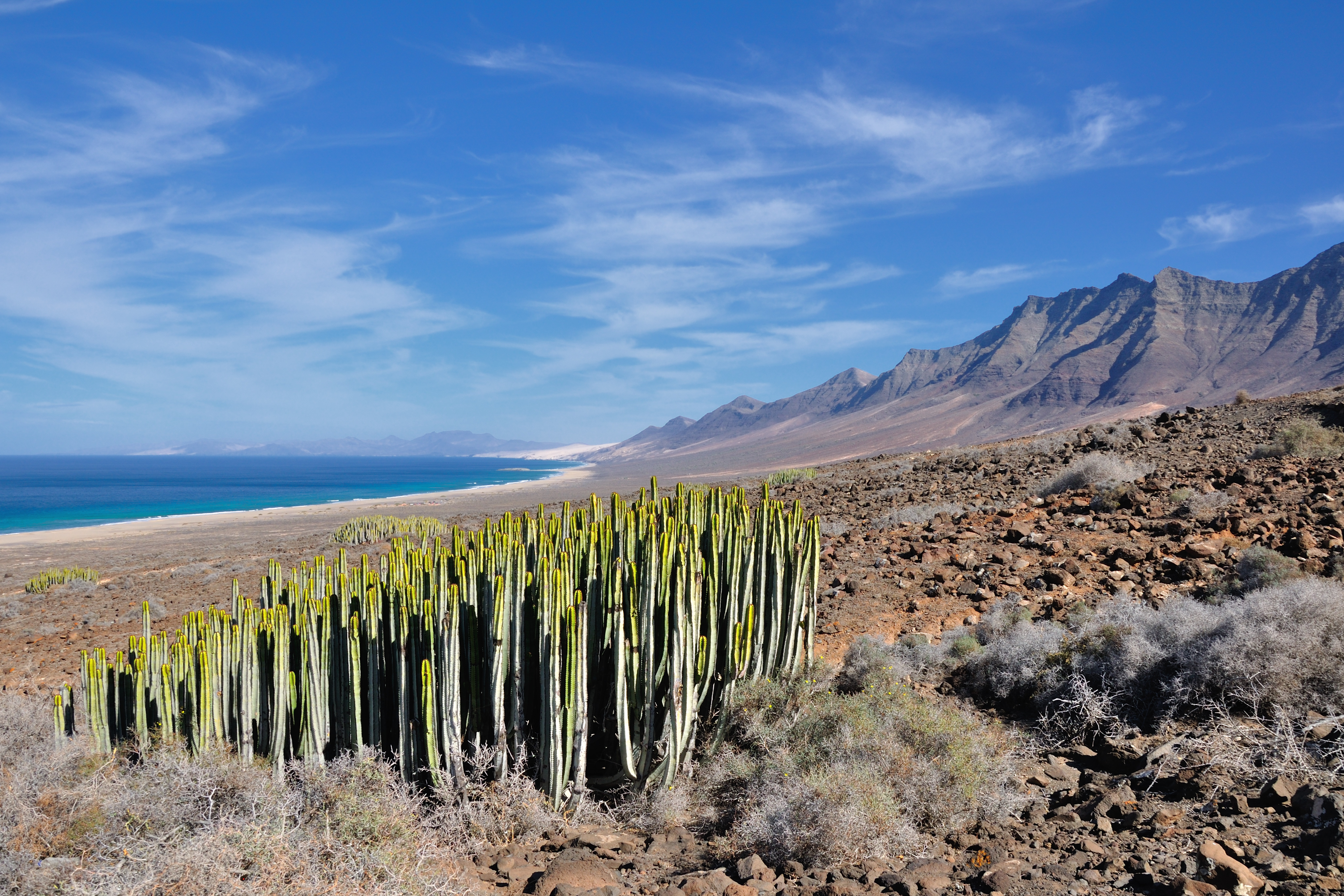
Zuidwestkust van Fuerteventura.
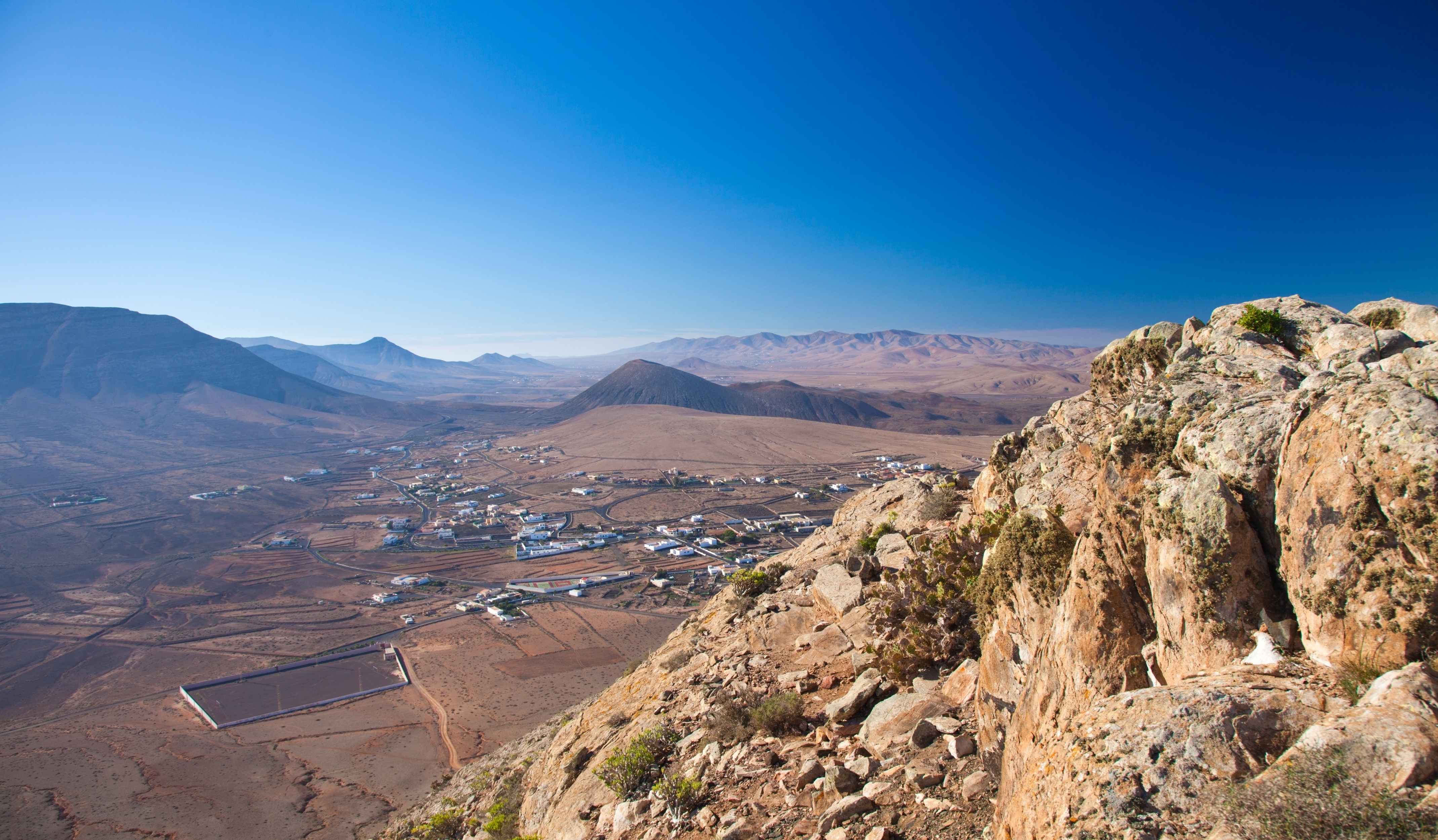
Binnenland van Fuerteventura.
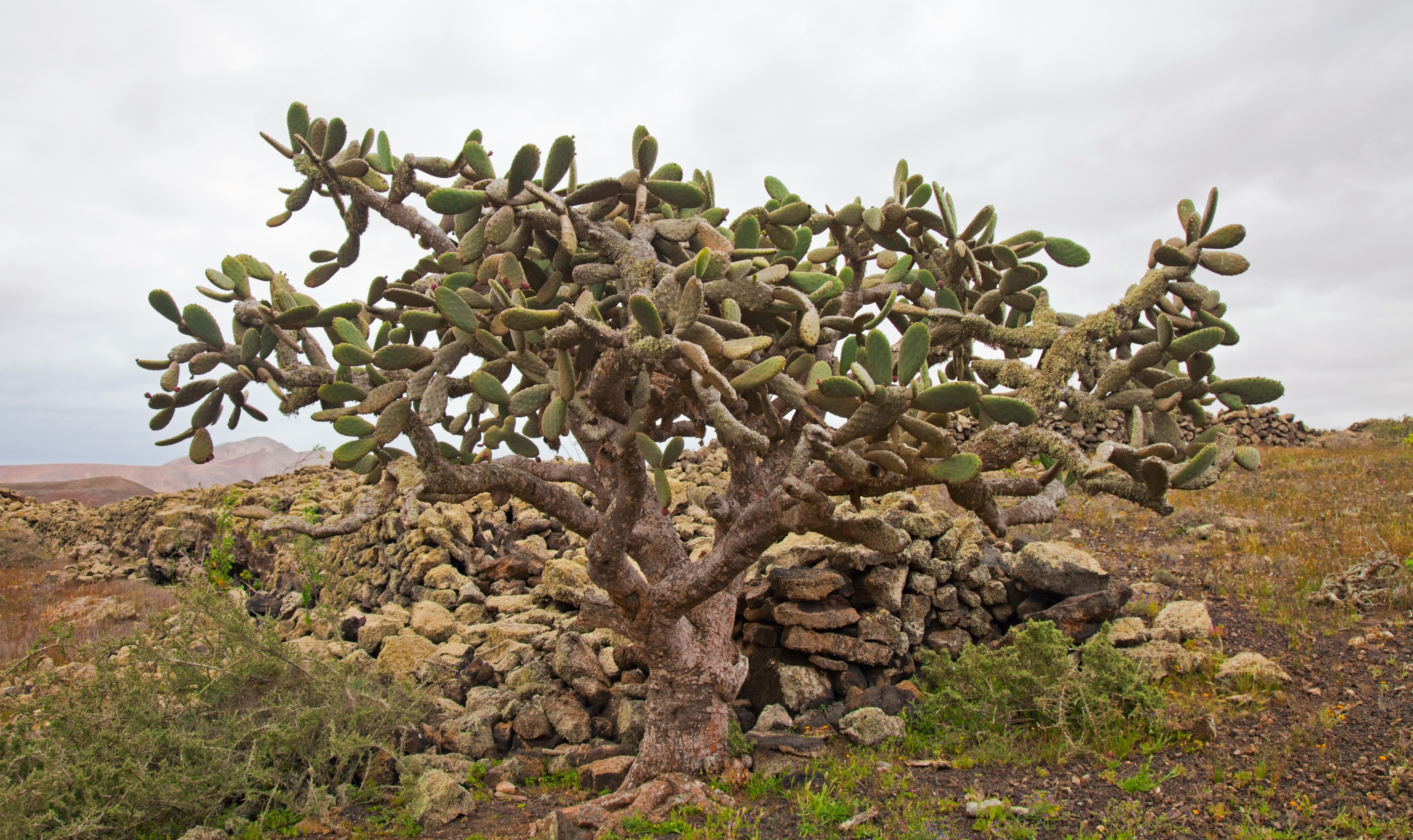
Een grote cactus in het noorden van Fuerteventura.

- Bibliothèque nationale de France: cb12564679f (data)
- Gemeinsame Normdatei: 4018826-7
- Library of Congress Control Number: n81044657
- MusicBrainz: 3fa0a27b-b5e0-4b4e-a861-931ec6a0da92
- Nationale Bibliotheek van Tsjechië: ge129168
- Nationale Bibliotheek van Israël: 987007557198205171
- Virtual International Authority File: 239431304